# Proini Perípolos
Proini Perípolos (grec: Πρωινή Περίπολος) és una pel·lícula de ciència-ficció d’art grega de 1987 dirigida per Nikos Nikolaidis. Va introduir una nova iconografia a l'obra de Nikolaidis i conté diversos elements semblants al thriller i a la ciència-ficció post-apocalíptica. La pel·lícula té un guió elaborat però senzill d'estats d'ànim fortament contrastats. El diàleg de la pel·lícula conté fragments extrets d'obres publicades escrites per Daphne du Maurier, Philip K. Dick, Raymond Chandler i Herman Raucher.
Va rebre el premi al millor director i el premi del Ministeri Nacional de Cultura de Grècia al Festival de Cinema Grec de Tessalònica l'octubre de 1987, on Dinos Katsouridis també va guanyar el premi al millor director de fotografia i Marie-Louise Bartholomew també va guanyar el premi al millor director d'art. La pel·lícula va ser seleccionada oficialment per a la seva projecció al Fantasporto el febrer de 1989 on va ser nominada al Premi Internacional de Cinema Fantastic i també va ser seleccionada oficialment per a la seva projecció al Festival internacional de cinema fantàstic d'Avoriaz al gener de 1987, on va ser nominada al Gran Premi-

## Argument
Una dona solitària i perplexa, interpretada pel futur pilar de Nikolaidis, Michele Valley, vaga per les ruïnes d'una ciutat destruïda i deserta en una època postapocalíptica. Ella es pregunta què va passar i on van desaparèixer tots els residents. No recorda gaire d'ella mateixa, ni tan sols el seu propi nom, on se suposa que hauria d'anar i si alguna vegada va tenir algun familiar.
Les seves cerques per tota la ciutat no tenen èxit i ningú la pot ajudar. Els records del passat arriben en forma de somnis i donen a la seva guia i esperança; Tota sola, en un lloc misteriós i abandonat, troba el viatge difícil. Les finestres i les portes dels edificis de la ciutat estan totes obertes i la ciutat està gairebé completament en silenci, un silenci violat només pels sons que surten d'una sala de cinema en què la protagonista es troba en un moment.
Tanmateix, el silenci imperant és només una aparença, perquè de vegades la ciutat cobra vida i esdevé un lloc perillós. La negligència i la credulitat poden costar vides. La dona finalment es troba amb un home solitari desesperat, emprat com a guàrdia, i finalment troba amb ell el vincle definitiu entre l'amor i la mort (tema que Nikolaidis va explorar en les seves pel·lícules posteriors).

## Repartiment
- Michele Valley com a dona
- Takis Spiridakis com a Guàrdia
- Liana Hatzi com a borratxo
- Nikos Hatzis com a Tramp
- V. Kabouri
- Takis Loukatos com a Mestre
- H. Mavros
- Panos Thanassoulis com a Segona Guàrdia
- Rania Trivela